# Klaus von Rosenstiel
Klaus von Rosenstiel (* 7. Mai 1905 in Wilhelmshaven, Königreich Preußen; † 8. Juli 1973 in Leningrad, Sowjetunion) war ein deutscher Agrarwissenschaftler, Pflanzengenetiker und Züchtungsforscher.

## Leben
Klaus von Rosenstiel war der Sohn des gleichnamigen Fregattenkapitäns und dessen Ehefrau Irmgard Freiin von Wangenheim. Nach dem Abitur absolvierte Rosenstiel eine landwirtschaftliche Ausbildung. Danach studierte er an der Friedrichs-Universität Halle Agrarwissenschaft. Mit einer Doktorarbeit bei Theodor Roemer wurde er 1929 zum Dr. rer. nat. promoviert.
Von 1930 bis 1932 war er in Argentinien tätig, wo er am Instituto Fitotécnico de Santa Catalina der Universidad Nacional de La Plata als wissenschaftlicher Assistent bei Wilhelm Rudorf arbeitete. In diesem Rahmen unternahm er u. a. mit dem Züchtungsforscher Erwin Baur 1930/31 eine Forschungsreise durch Südamerika, um insbesondere wilde Kartoffelarten zu entdecken. Da Rosenstiel nach zweijähriger Assistententätigkeit in Argentinien keine neue Beschäftigung im Forschungsbereich finden konnte, kehrte er nach Deutschland zurück. Anschließend wurde er Abteilungsleiter für den Bereich Weizenzüchtung am Kaiser-Wilhelm-Institut für Züchtungsforschung in Müncheberg durch den Institutsleiter Baur, dessen Tochter Brigitte er im August 1932 ehelichte. Rosenstiel trat zum 1. Juni 1932 in die NSDAP ein (Mitgliedsnummer 1.183.197) und schloss sich auch der SS an (SS-Nummer 48.575). Von 1932 bis 1939 dozierte er zudem an der Deutschen Hochschule für Politik über Vererbungslehre. Er führte Untersuchungen zur Weizenzüchtung und Mutationsforschungen durch. Rosenstiel nahm an der im Februar 1935 angetretenen Deutschen Hindukusch-Expedition teil, von der er im Februar 1936 zurückkehrte. Sein Hauptaugenmerk bei dieser Expedition galt Getreidepflanzen und -saatgut. Rosenstiel stand in den folgenden Jahren in Konkurrenz zu seinem Kollegen Hans Stubbe.
Während des Überfalls auf Polen in einem Polizeibataillon kehrte er nach dem Einsatz auf seinen Posten am Kaiser-Wilhelm-Institut für Züchtungsforschung zurück. Im Zuge des Deutsch-Sowjetischen Krieges wurde er 1941 Fachgruppenleiter Landwirtschaft bei der Zentrale für Ostforschung, die dem Reichsministerium für die besetzten Ostgebiete (RMfbO) unterstellt war. In dieser Funktion waren ihm Fachringleiter unterstellt; er selbst leitete in Personalunion den Fachring Pflanzenbau und -züchtung. Zusätzlich war er Referatsleiter für Forschung bei der Chefgruppe Ernährung und Landwirtschaft des Wehrwirtschaftsstabs Ost beim Oberkommando der Wehrmacht, wo seine Aufgaben neben der Überführung von Material aus den landwirtschaftlichen Forschungsinstituten der Sowjetunion ins Deutsche Reich auch den Aufbau von Forschungseinrichtungen in den deutsch besetzten Gebieten der Sowjetunion umfassten. Er koordinierte zudem die landwirtschaftliche Forschung in den besetzten Ostgebieten. Im Sommer 1943 wurde ihm die Leitung des Instituts für Pflanzenbau und Pflanzenzüchtung an der Landwirtschaftlichen Hochschule in Gorki übertragen und bald darauf wurde er mit dem Verdienstabzeichen der Kaiser-Wilhelm-Gesellschaft geehrt. Im Juni 1944 wurde er zum SS-Untersturmführer befördert und übernahm die Leitung der Landwirtschaftlichen Forschungsanstalt in Weißrussland. Im Zuge der Rückeroberung der deutsch besetzten Gebiete durch die Rote Armee setzte sich Rosenstiel zunächst auf das Gut Zoldan in Westpreußen ab. Danach kehrte er auf das Rittergut Voldagsen zurück. Kriegsbedingt war das Kaiser-Wilhelm-Institut für Züchtungsforschung dorthin verlegt worden.
Nach Kriegsende wurde Rosenstiel aufgrund seiner NS-Belastung im Oktober 1946 von seinem Institutsposten als Abteilungsleiter entbunden. Danach leitete er den Bereich Saatzucht der Nordsaat GmbH in Waterneverstorf. 1952 habilitierte er sich an der Agrarwissenschaftlichen Fakultät der Christian-Albrechts-Universität zu Kiel. Als Privatdozent lehrte er  Pflanzenzüchtung und Pflanzenbau. Die CAU ernannte ihn noch 1967 zum apl. Professor. Im Sommer 1973 wollte er an einer internationalen Züchtertagung in Leningrad teilnehmen. Gleich nach seiner Ankunft in der Stadt wurde er von einem Auto erfasst. Zwei Wochen später starb er im Krankenhaus. Ob es ein Unfall oder ein Mordanschlag war, ist bis heute ungeklärt.

## Schriften
- Untersuchungen über den Weizenmehltau Erysiphe graminis tritici (D. C.), seine physiologische Spezialisierung sowie die züchterischen Möglichkeiten seiner Bekämpfung. Der Züchter. Zeitschrift für Theoretische und Angewandte Genetik 10 (1938), S. 247–255.
- Über die Erzeugung amphidiploider Roggen-Weizen-Bastarde (Secalotrica). Der Züchter. Zeitschrift für Theoretische und Angewandte Genetik 15 (1943), S. 173–183.
- Landbau-Forschung im Osten. Parey, Berlin 1944.
- mit Karl Isenbeck: Die Züchtung des Weizens. Parey, Berlin/Hamburg 1950. Sonderausg. aus d. Handbuch der Pflanzenzüchtung.
- mit Alfred Lein und Fritz Wienhues: Die Analyse der Ertragskomponenten bei Weizen als pflanzenbaulich-züchterisches Problem. In: Wissenschaftliche Schriftenreihe des Land- und hauswirtschaftlichen Auswertungs- und Informationsdienstes; H. 2. Land- u. hauswirtschaftl. Auswertungs- u. Informationsdienst, Bad Godesberg 1951.
- Zur Vermehrung von Sommerwicken. Kali-Briefe, Fachgebiet 3: Acker- und Pflanzenbau; Folge 9, August 1959.
- Über die Mechanisierung von Zuchtgartenarbeiten. Saatgut-Wirtschaft. Fachzeitschrift für Samen und Saaten; Nr. 5 vom 30. Mai 1959, S. 139–141.
- Über Rationalisierung und Mechanisierung von Getreidezuchtarbeiten. Vorträge für Pflanzenzüchter, 1962.
- Welche Erfahrungen liegen über den Anbau von Grünfutter- und Silomais vor? Maisanbau – Arbeiten der DLG; Bd. 72.